# Stachybotrys nephrodes
Stachybotrys nephrodes är en svampart som beskrevs av McKenzie 1991. Stachybotrys nephrodes ingår i släktet Stachybotrys, ordningen köttkärnsvampar, klassen Sordariomycetes, divisionen sporsäcksvampar och riket svampar.   Inga underarter finns listade i Catalogue of Life.